# Georg Christian de Frese
Georg Christian De Frese född 26 september 1751 på Orresäter, Älvsborgs län, död 7 maj 1807 vid Nya Varvet i Göteborg, var en svensk Överkommendant i Göteborg samt konteramiral som utmärkte sig under Gustav III:s ryska krig.

## Bakgrund
de Frese var son till Paul Joachim de Frese och han gick in vid kavalleriet redan 1765 och 1767 blev han kadett för att den 1 juni 1770 bli sergeant vid Arméns flotta. Han steg i graderna och den 19 februari 1777 blev han utnämnd till kapten. Från 1778 tjänstgjorde han i den Franska flottan under det Amerikanska frihetskriget och han stannade där till 1781. Han fick för detta särskilt goda vitsord för sin duglighet och fick den franska utmärkelsen Militärförtjänstorden. Hemkommen från Frankrike steg han snabbt i graderna för att under Gustav III:s ryska krig utnämnas till flaggkapten (stabschef) av Gustaf III och han utmärkte sig i Slaget vid Fredrikshamn den 15 maj 1790, efter vilket han befordrades till överste samt generaladjutant, han blev även dubbad till Riddare med stora korset av Svärdsorden. Själva dubbningen skedde den 18 maj samma år, då han klockan 13 på dagen dubbades av kungen. De Frese dubbades stående på två erövrade ryska flaggor.
Gustaf III befriade honom fock från befattningen som flaggkapten före Slaget vid Svensksund den 9 juli 1790, orsaken till detta var de Freses negativa hållning till kungens förslag att engagera den ryska flottan i ett sjöslag. 1794 blev han chef för Göteborgs eskadern av Arméns flotta, och från den 1 november 1797 Överkommendant i Göteborg.

### Familj
de Frese gifte sig 1782 med sin kusin, Margaretha Catharina De Frese (1761–1813), och med henne fick han 7 barn av vilka 3 nådde vuxen ålder. de Frese avled 1807 i Göteborg på flottans station vid Nya Varvet.

## Utmärkelser
- Riddare av Svärdsorden – 1780
- Riddare av franska Militärförtjänstorden – 1781
- Riddare med Stora korset av Svärdsorden – 1790
- Svensksundsmedaljen – 1790
- Kommendör av Svärdsorden – 1799